# 안순현
안순현은 대한민국의 가수다. 2019년 싱글 《기쁨의 고백》으로 데뷔했다.

## 방송
- 씨씨엠스타 6 (2018) - 대상

## 음반
- 기쁨의 고백 (2019)
- 마을버스 (2019)
- 매일이면 좋겠어 (2020)
- 보게 하소서 (2020)
- SOON (2022)